# 2011
Het jaar 2011 is een jaartal volgens de christelijke jaartelling.

## Vieringen en herdenkingen
- Internationaal Jaar van de Chemie (VN)
- Jaar van de Bossen (VN)
- Europees jaar van het vrijwilligerswerk
- Tallinn (Estland) en Turku (Finland) zijn de culturele hoofdsteden van Europa in 2011
- Viering van de 100ste verjaardag van de Belgische Theosofische Vereniging (7 juni)

## Gebeurtenissen

### Januari
- 1 - De BES-eilanden (Saba, Sint Eustatius en Bonaire) wisselen hun Antilliaanse guldens om voor de Amerikaanse dollar.
- 1 - Estland treedt toe tot de eurozone en begint met het omwisselen van zijn eigen munteenheid, de Estische kroon, voor euro's.
- 1 - Hongarije neemt het voorzitterschap van de Raad van de Europese Unie over van België, om dat tot 1 juli 2011 te blijven.
- 1 - Een recordaantal van 27.000 mensen neemt een nieuwjaarsduik, onder wie 200 militairen in Afghanistan in een speciaal gemaakt zwembadje.
- 1 - Een zware aanslag op een koptische kerk in Alexandrië kost aan 23 kerkgangers het leven.
- 1 - Bij het Groningse Zuidwending wordt in vijf zoutkoepels de eerste Ondergrondse gasopslag in gebruik genomen.
- 3 -  Grootschalige overstromingen treffen Nieuw-Zeeland en Australië.
- 5 -  Bij een grote brand op het terrein van Chemie-Pack in de Nederlandse plaats Moerdijk komen 23.500 liter giftige en bijtende stoffen vrij. Vooral boeren in de buurt worden gedupeerd.
- 6 -  In het nieuw aangetreden Amerikaans Congres hebben de Republikeinen een meerderheid in het Huis van Afgevaardigden. De Democraten houden een meerderheid in de Senaat.
- 8 -  Bij een schietpartij in de Amerikaanse stad Tucson raakt de Democratische afgevaardigde Gabrielle Giffords zwaargewond en komen zes anderen om het leven.
- 8 - De Rotterdamse voetbalclub Feyenoord neemt afscheid van voetballegende Coen Moulijn.
- 9 - Bij een vliegtuigongeluk in Noord-Iran komen 77 van de 105 inzittenden om het leven.
- 9 - In Zuid-Soedan gaat een referendum over onafhankelijkheid van het noorden van start; 99% van de bevolking stemt daarbij vóór onafhankelijkheid.
- 11 - In de Braziliaanse staat Rio de Janeiro begint een reeks grote overstromingen, die uiteindelijk aan ruim 4300 mensen het leven kost.
- 11 - Femke Halsema neemt, een maand nadat ze is gestopt als fractievoorzitter van GroenLinks, afscheid van de Tweede Kamer.
- 14 - In Tunesië vlucht president Zine El Abidine Ben Ali het land uit na zware onrusten en protesten tegen zijn beleid. Premier Mohamed Ghannouchi en parlementsvoorzitter Fouad Mebazaa nemen achtereenvolgens de macht over.
- 18 - Na een undercoveroperatie van het televisieprogramma Basta worden de belspellen van de Vlaamse televisie gehaald.
- 19 - De Chinese president Hu Jintao bezoekt de Verenigde Staten.
- 24 - Enkele tientallen mensen komen om het leven bij een bomaanslag op de luchthaven Domodedovo in Moskou, die later wordt opgeëist door de Tsjetsjeense rebellenleider Dokka Oemarov.

### Februari
- 1 - Het Luchtverdedigings- en Commandofregat Hr. Ms. Tromp vertrekt vanuit haar thuishaven Den Helder  naar de wateren rond Somalië om daar deel te nemen aan de antipiraterij-missie Atalanta.
- 2 - Paus Benedictus XVI schenkt het beeld van Onze-Lieve-Vrouw van Scherpenheuvel een gouden roos.
- 4 - Meerdere deelgemeenten in Rotterdam stoppen voorlopig met het etnisch registreren van onder andere probleemjongeren.
- 11 - Karlo Timmerman wint de alternatieve elfstedentocht op de Oostenrijkse Weissenzee over 200 kilometer. Mariska Huisman bewijst zich de sterkste bij de vrouwen.
- 11 - Na achttien dagen van protest stapt de Egyptische president Hosni Moebarak, die bijna dertig jaar aan de macht was, op en draagt hij de macht over aan het leger.
- 11 - Jodi Bieber wint de World Press Photo 2011.
- 21 - Bij een aardbeving van 6,3 op de schaal van Richter bij de Nieuw-Zeelandse stad Christchurch vallen ten minste 166 doden en wordt voor miljarden aan schade aangericht.
- 26 - De Vlaamse komische serie F.C. De Kampioenen stopt na 21 seizoenen.
- 28 - Drie Nederlandse bemanningsleden van een militaire helikopter worden door Libische milities gevangengenomen. Zij waren met hun Lynx van de Hr. Ms. Tromp naar Sirte gevlogen en daar geland, zonder dat hiervoor toestemming was gevraagd. Na intensief diplomatiek overleg komen ze in de nacht van 10 op 11 maart vrij.

### Maart
- 1 - De Duitse minister van Defensie Karl-Theodor zu Guttenberg stapt op wegens plagiaat in zijn proefschrift.
- 2 - In Nederland worden verkiezingen gehouden voor de Provinciale Staten. Op de BES-eilanden worden tegelijkertijd Eilandsraadverkiezingen gehouden.
- 3 - De coalitie behaalt slechts 37 van de 75 zetels in de Eerste Kamer. De SGP heeft 1 zetel en kan het kabinet steunen.
- 6 - De parlementsverkiezingen in Estland worden gewonnen door de Estse Hervormingspartij.
- 9 - De Nederlandse Spoorwegen krijgen een recordboete van 2 miljoen euro wegens niet voldoen aan prestatieafspraken met het rijk.
- 10 - De dalai lama treedt af als politiek (ceremonieel) leider van Tibet. Hij blijft wel aan als geestelijk leider van het Tibetaans boeddhisme.
- 11 - Vervroegde parlementsverkiezingen in Ierland door val van de regering.
- 11 - Een aardbeving met een kracht van 9,0 op de momentmagnitudeschaal vindt plaats 130 kilometer ten oosten van de Japanse stad Sendai. De daaropvolgende tsunami zorgt voor 15.780 doden, 4122 vermisten en 500.000 daklozen en een schade boven de 200 miljard euro.
- 13 - De noodtoestand wordt afgekondigd voor zes reactoren in drie kerncentrales in Japan. De grootste problemen zijn bij Fukushima.
- 15 - In Syrië loopt de "Dag van de woede" volledig uit de hand. In vele steden vinden demonstraties plaats, waarbij doden vallen als de oproerpolitie het vuur opent. Deze dag wordt beschouwd als het begin van de Syrische Burgeroorlog.
- 18 - De ruimtesonde New Horizons passeert de baan van de planeet Uranus.
- 19 - De opstand in Libië groeit uit tot een internationaal conflict door militair ingrijpen van buitenlandse luchttroepen, in een reactie op aanhoudende aanvallen van troepen van Moammar al-Qadhafi op opstandelingen.
- 25 - Vanwege vogelgriep worden in de Nederlandse provincie Zeeland 120.000 kippen vergast.

### April
- 3 - Saturnus in oppositie.
- 5 - De Nederlandse Eerste Kamer verwerpt het Elektronisch Patiëntendossier.
- 9 - De 24-jarige Tristan van der Vlis schiet in het rond in winkelcentrum de Ridderhof in de Nederlandse stad Alphen aan den Rijn, waarbij 7 doden vallen, inclusief de dader.
- 9 - Voor de tweede keer spreekt de IJslandse bevolking zich in een referendum uit tegen een akkoord over de terugbetaling van de Icesave-schulden aan de Britse en Nederlandse overheden, die na het Icesave-faillissement hun gedupeerde burgers schadeloos stelden.
- 11 - De presidentsstrijd in Ivoorkust wordt beëindigd met de arrestatie door aanhangers van Alassane Ouattara van Laurent Gbagbo, die na de verloren presidentsverkiezingen in november 2010 weigerde op te stappen.
- 12 - De Japanse autoriteiten erkennen dat de kernramp van Fukushima, dat ontstond na de zeebeving en tsunami van 11 maart, het hoogste niveau van de INES-schaal heeft bereikt.
- 18 - De vernieuwde tram van Reims wordt ingehuldigd.
- 29 - In Londen vindt het huwelijk van William van Wales en Catherine Middleton plaats.

### Mei
- 1 - Paus Johannes Paulus II wordt in Vaticaanstad door zijn opvolger Benedictus XVI zalig verklaard.
- 2 - Osama bin Laden, de leider van de islamistische terreurorganisatie Al Qaida, wordt in de Pakistaanse stad Abbottabad gedood door elitetroepen van het Amerikaanse leger.
- 7 - Aanval op Koptische kerken in het Egyptische Imbaba. Hierbij vallen zeker 15 doden.
- 9 - Tijdens de derde etappe in de Ronde van Italië komt de Belgische wielrenner Wouter Weylandt van Team Leopard-Trek om het leven bij een val.
- 11 - Aardbeving in Lorca, provincie Murcia. Doordat het centrum zich slechts 3 km.  onder het aardoppervlak bevindt, is de schade groot en vallen er negen doden.
- 14 - In Düsseldorf wint voor het eerst in de geschiedenis Azerbeidzjan het Eurovisiesongfestival.
- 14 - IMF topman Strauss-Kahn wordt in New York gearresteerd op verdenking van aanranding van een hotelwerkneemster. Vier dagen later legt hij zijn functie neer.
- 15 - AFC Ajax wint in de Amsterdam ArenA met 3-1 van FC Twente waardoor het voor de 30ste maal de landstitel behaalt.
- 15 - In Spanje breken een week voor lokale verkiezingen grote straatprotesten uit tegen sociale, economische en politieke misstanden in het land.
- 17 - Racing Genk speelt met 1-1 gelijk in de Cristal Arena tegen Standard Luik waardoor het voor de 3de maal de Belgische landstitel behaalt.
- 21 - Bram van der Vlugt maakt middels een speciaal ingelaste uitzending van het Sinterklaasjournaal bekend dat hij gestopt is met zijn taak als vaste raadsman van Sinterklaas. Stefan de Walle neemt zijn staf en mijter over.
- 22 - Vietnamese parlementsverkiezingen 2011
- 26 - Ratko Mladić wordt gearresteerd en later vervolgd door het Joegoslavië-tribunaal in Den Haag.
- mei - Uitbraak in de omgeving van Hamburg van de EHECbacterie met een aantal dodelijke slachtoffers. Aanvankelijk krijgen Nederlandse komkommers de schuld; uiteindelijk blijken fenegriekzaden uit Egypte de boosdoeners te zijn.

### Juni
- 1 - De regeringsformatie van België breekt het 'wereldrecord' regeringsvormen (de formatie duurt uiteindelijk nog tot 6 december 2011).
- 19 - Met spaceshuttlevlucht STS-135 komt een einde aan het Amerikaanse Spaceshuttleprogramma.
- 22 - De planetoïde 2011 MD wordt ontdekt door het LINEAR project in New Mexico. Op 27 juni 2011 scheert deze planetoïde rakelings langs de Aarde.

### Juli
- 1 - Polen neemt het voorzitterschap van de Raad van de Europese Unie over van Hongarije, om dat tot 1 januari 2012 te blijven.
- 1,2 - Huwelijk van Prins Albert II van Monaco en Charlene Wittstock.
- 7 - Bij de bouw voor uitbreiding van het stadion van de Nederlandse voetbalclub FC Twente, De Grolsch Veste, stort door een ongeluk met een hijskraan een dakdeel in. Er vallen 2 doden en 14 gewonden.
- 7 - De Codex Calixtinus wordt gestolen uit de Kathedraal van Santiago de Compostella.
- 9 - Zuid-Soedan wordt officieel onafhankelijk van het huidige Soedan.
- 12 - De planeet Neptunus zal voor het eerst sinds zijn ontdekking in 1846 een volledige omwenteling rondom de zon hebben afgelegd.
- 14 - Zuid-Soedan wordt lid van de Verenigde Naties.
- 15 - Na brand stort het Zendstation Smilde in Hoogersmilde voor een gedeelte in.
- 19 - Mislukte aanval van opstandige militairen op de ambtswoning van de gekozen president van Guinee, Alpha Condé. Twee van zijn lijfwachten komen om het leven.
- 22 - Bij twee aanslagen in Noorwegen vallen 77 doden; bij een autobom in Regjeringskvartalet, de regeringswijk van Oslo, vallen acht doden en ruim een uur later vallen bij een schietpartij in een jeugdkamp van de Noorse Arbeiderspartij op het eiland Utøya 69 doden.
- 23 - Amy Winehouse overlijdt in Camden (Londen) aan een alcoholvergiftiging.
- 25 - Vietnamese presidentsverkiezingen 2011.
- 27 - De tienertoer keert na afwezigheid van zeventien jaar terug bij de Nederlandse Spoorwegen.

### Augustus
- 4 - De NASA kondigt aan dat het bewijzen heeft gevonden voor vloeibaar water op Mars gedurende warme periodes van het jaar.
- 4 - De Dow Jones zakt 4,3%, de grootste daling op één dag sinds 2008. Er wordt gevreesd voor een nieuwe recessie (de zogenaamde 'dubbele dip').
- 4 - Het Franse Hof van Justitie van de Republiek besluit een onderzoek in te stellen naar de rol van Christine Lagarde, de huidige IMF-voorzitter, bij een betaling van 285 miljoen euro aan Bernard Tapie, een zakenvriend van de Franse president Nicolas Sarkozy.
- 6 - In Tottenham en andere Londense wijken breken rellen uit nadat een 29-jarige inwoner wordt doodgeschoten tijdens een vuurgevecht met de politie. De rellen hielden enkele dagen aan en breidden zich nog even uit tot andere Engelse steden zoals Birmingham, Liverpool en Bristol.
- 16 - 21 - Wereldjongerendagen in Madrid, Spanje.
- 18 - De 26e editie van het Belgische muziekfestival Pukkelpop in Hasselt-Kiewit wordt stopgezet nadat tijdens een kortstondig noodweer vijf doden en 140 gewonden vallen.

### September
- 1 - Ybo Buruma wordt raadsheer bij de Hoge Raad.
- 2 - Het Nederlands voetbalelftal wint een interlandwedstrijd tegen San Marino met 11-0. Nog nooit won Nederland met een dergelijk verschil.
- 8 - Een aardbeving met een kracht van 4,5 op de schaal van Richter wordt in een groot deel van Nederland gevoeld. Het epicentrum ligt in het Duitse Xanten.
- 8 - De Russische pijpleiding Nord Stream I door de Oostzee naar Duitsland wordt in gebruik genomen.
- 10 - De veerboot Spice Islander II zinkt bij Zanzibar. Het dodenaantal moet meerdere malen naar boven worden bijgesteld tot uiteindelijk 203 doden en 1370 vermisten. Hiermee is het een van de grootste scheepsrampen van de 21e eeuw.
- 17 - Begin van de Occupybeweging met Occupy Wall Street. De beweging is een demonstratie tegen onder meer de macht van de financiële wereld en economische ongelijkheid.

### Oktober
- 2 - Het Scheepvaartmuseum in Amsterdam heropent de deuren.
- 4 - België, Frankrijk en Luxemburg redden gezamenlijk het bank- en verzekeringsbedrijf Dexia.
- 15 - Het Nederlands honkbalteam behaalt in Panama-Stad voor de eerste keer in de geschiedenis de wereldtitel door Cuba met 2-1 te verslaan.
- 16 tot en met 23 - Het Europees kampioenschap vrouwenboksen 2011 in Rotterdam. Het eerste internationale boksevenement in Nederland.
- 18 - Na ruim vijf jaar gevangenschap bij Hamas wordt de Israëlische student Gilad Shalit uitgewisseld tegen 1027 gevangengehouden Palestijnen.
- 20 - Moammar al-Qadhafi, de (voormalige) leider van Libië, wordt gedood in Sirte.
- 28 - Het laatste Nederlandse postkantoor, het hoofdpostkantoor van Utrecht, sluit zijn deuren.
- 29 - Het Nederlandse mannenteam wordt wereldkampioen bridge.
- 30 - Allereerste Grand Prix Formule 1 van India.
- 31 - De aarde telt volgens de Verenigde Naties officieel zeven miljard mensen.

### November
- 8 - Met de levering van Russisch aardgas aan Duitsland door de pijplijn Nord Stream I onder de Oostzee wordt begonnen.
- 11 - Eerste G1000-vergadering in Thurn en Taxis te Brussel. Door de 704 aanwezigen wordt in groepjes over 25 vragen gedebatteerd en wordt geprobeerd tot een voorstel tot oplossing te komen.
- 12 - intocht van Sinterklaas in Nederland. Plaats van aankomst dit jaar is Dordrecht.
- 18 - Introductie in Nederland van het computerspel Minecraft, ontwikkeld door de Zweed Markus Persson.
- 22 - Bij een bomaanslag door Al-Shabaab in de Somalische hoofdstad Mogadishu vallen elf doden, onder wie drie kinderen.
- 24 - Officiële start door de Nederlandse staatssecretaris Joop Atsma van het experiment Zandmotor voor de kust bij Kijkduin. Bedoeling is, dat de zandsuppletie in de toekomst langs natuurlijke weg zal plaatsvinden.
- 26 - De traditie van de jaartallen van Leuven wordt toegevoegd aan de Representatieve lijst van immaterieel cultureel erfgoed van de wereld.

### December
- 3 - Het 9e Junior Eurovisiesongfestival vindt dit jaar plaats in Jerevan, Armenië. Winnaar is Georgië, dat wordt vertegenwoordigd door de groep Candy met het liedje Candy music. De Nederlandse Rachel wordt tweede en de Belgische Femke behaalt de zevende plaats.
- 6 - de Belgische federale regering-Di Rupo legt de eed af bij de Koning.
- 13 - Bij een aanslag in Luik vallen 6 doden (onder wie de dader) en 125 gewonden.
- 16 - Rusland, Samoa, Montenegro en Vanuatu sluiten zich bij de Wereldhandelsorganisatie aan.
- 19 - Saab Automobile wordt na bijna twee jaar in het bezit van Spyker Cars, failliet verklaard.
- 20 -Tijdens rellen in de Egyptische hoofdstad Caïro raakt het door Napoleon Bonaparte gestichte Institut d'Égypte in brand. Hierdoor is grote schade toegebracht aan veel kostbare antieke handschriften.
- 21 - De Nederlandse ruimtevaarder André Kuipers begint vanaf ruimtebasis Bajkonoer in Kazachstan voor de tweede keer aan een ruimtereis, voor een verblijf van bijna een half jaar in het internationale ruimtestation ISS.
- 23 - Music For Life houdt zijn zesde en laatste editie en brengt 7.142.716 euro op.
- 24 - De eindopbrengst van Serious Request 2011, de jaarlijkse actie van de Nederlandse radiozender 3FM waarbij geld wordt ingezameld voor projecten van het Rode Kruis, bedraagt € 8.621.004.
- 25 - Er worden enkele aanslagen gepleegd op kerken in Nigeria, waarbij 45 personen om het leven komen. Terreurorganisatie Boko Haram eist de verantwoordelijkheid op. De aanslagen vinden plaats in de steden Madalla, Jos, Gadaka en Damaturu.
- 29 - Samoa gaat over van de oostkant naar de westkant van de internationale datumgrens, waarbij het land 30 december zal overslaan.
- 29 - Een zeer grote brand verwoest het Theater 't Speelhuis in Helmond. Ook een aantal kubuswoningen raken door de brand beschadigd.

## Muziek

### Klassieke muziek
- 14 januari: Powiało na mnie morze snów... van Krzysztof Penderecki is voor het eerst te horen
- 20 januari: Symfonie nr. 4 van Poul Ruders is voor het eerst te horen
- 20 januari: Symfonie nr. 10 van Fridrich Bruk is voor het eerst openbaar te horen
- 26 maart: Symfonie nr. 15 van Kalevi Aho is voor het eerst te horen
- 7 april: Symfonie nr. 4 van Ross Harris (Nieuw-Zeeland) voor het eerst te horen
- 21 juni: Solo IX voor hobo van Kalevi Aho voor het eerst te horen
- 8 juli: Dubbelconcert voor hobo, klarinet en orkest van Leonardo Balada voor het eerst te horen
- 11 november: Symfonie nr. 9 van David Maslanka voor het eerst te horen

### Populaire muziek
Bestverkochte singles in Nederland:
1. Adele - Rolling in the deep
2. Alexis Jordan - Happiness
3. Gotye & Kimbra - Somebody that I used to know
4. Martin Solveig & Dragonette - Hello
5. Gers Pardoel - Ik neem je mee
6. Maroon 5 & Christina Aguilera - Moves like Jagger
7. Pitbull, Ne-Yo, Afrojack & Nayer - Give me everything
8. Adele - Set fire to the rain
9. Bruno Mars - Grenade
10. Adele - Someone like you

Bestverkochte albums in Nederland:
1. Adele - 21
2. Anouk - To get her together
3. Coldplay - Mylo xyloto
4. Caro Emerald - Deleted scenes from the cutting room floor
5. Bruno Mars - Doo-wops & hooligans
6. Nick & Simon - Symphonica in Rosso
7. Michael Bublé - Christmas
8. Guus Meeuwis - Armen open
9. Adele - Live at the Royal Albert Hall
10. Glennis Grace - One night only

Bestverkochte singles in Vlaanderen:
1. Gotye & Kimbra - Somebody that I used to know
2. Adele - Rolling in the deep
3. Adele - Set fire to the rain
4. LMFAO - Party rock anthem
5. Adele - Someone like you
6. Pitbull, Ne-Yo, Afrojack & Nayer - Give me everything
7. Lykke Li - I follow rivers
8. Jennifer Lopez & Pitbull - On the floor
9. Snoop Dogg & David Guetta - Sweat
10. Agnes Obel - Riverside

Bestverkochte albums in Vlaanderen:
1. Adele - 21
2. Selah Sue - Selah Sue
3. Hooverphonic - The night before
4. Marco Borsato - Dromen durven delen
5. Bruno Mars - Doo-wops & hooligans
6. Triggerfinger - All this dancin' around
7. Coldplay - Mylo xyloto
8. Rihanna - Loud
9. Foo Fighters - Wasting light
10. Gotye - Making Mirrors

## Geboren
- 8 januari - Vincent en Josephine, Deens prins en prinses
- 22 april - Violet McGraw, Amerikaans actrice
- 20 juni - Julian Hilliard, Amerikaanse kindacteur

## Weerextremen

### België
- maart: zonnigste maand maart sinds 1931: 204 uren zonneschijn (normaal 114 uren). Bovendien waren er slechts 7 neerslagdagen (normaal 17,8 dagen, minder neerslagdagen is slechts twee keer eerder voorgekomen).
- 22, 23 en 24 april: in Kleine Brogel in de provincie Limburg was het op deze dagen de warmste plaats van Europa. De temperatuur liep op tot respectievelijk 28,6 °C, 29,5 °C en 28,5 °C.[1]
- april: op een na warmste maand april ooit met een gemiddelde temperatuur van 14,1 °C (normaal 9,8 °C, 2007: 14,3 °C).
- lente: uitzonderlijke zachte lente:
  - zonnigste lente ooit met 707:16 uur zonneschijn (normaal 463:58)
  - op een na warmste lente ooit met 12,2 °C (normaal 10,1 °C, 2007: 12,3 °C)
  - op twee na droogste lente ooit met slechts 70,7 mm neerslag (normaal 187,8 mm) en slechts 27 neerslagdagen (normaal 49).
- 14 juli: laagste maximumtemperatuur ooit op deze dag: 14,3 °C.
- 29 september: hoogste maximumtemperatuur ooit op deze dag: 27,3 °C.
- 1 oktober: hoogste maximumtemperatuur ooit op deze dag 26,8 °C.[2]
- november: droogste november sinds begin van de metingen in Ukkel: 8,5 mm (normaal 76,4 mm).[3]
- herfst: uitzonderlijke zachte herfst:
  - op een na warmste herfst ooit met gemiddelde temperatuur van 12,4 °C (normaal 10,4 °C, 2006: 13,9 °C)
  - op vier na zonnigste met 450:02 uur zonneschijn (normaal 321:60).
- 31 december: op een na hoogste minimumtemperatuur op deze dag: 10,4 °C. (normaal: 1,6 °C, 1883: 11,4 °C)
- Jaarrecord: warmste jaar ooit in België met jaargemiddelde temperatuur van 11,6 °C. (normaal 9,7 °C). Hiermee wordt het vorige warmterecord van 2007 (11,5 °C) gebroken.

### Nederland
2011 eindigde op de derde plaats in het lijstje van warmste jaren sinds 1901 met een gemiddelde temperatuur in De Bilt van 10,9 graden tegen 10,1 normaal. Na een recorddroge lente volgde een recordnatte zomer. De herfst was echter weer droog. 
- 30 januari: laagste temperatuur van het jaar: -8,5 graden (Volkel)
- 28 juni: hoogste temperatuur van het jaar: 34,5 graden (Eindhoven en Hupsel)
- 14 juli: 20,5 uur neerslagduur (De Bilt).[5]
- november: droogste novembermaand in ruim 100 jaar met gemiddeld over het hele land slechts 9 millimeter neerslag.[6]
- december: op drie na warmste december sinds 1901 met gemiddeld in De Bilt 6,5 graden tegen 3,7 graden normaal